# ريتشارد هاينز (موسيقي)
ريتشارد هاينز (بالإنجليزية: Richard Haynes)‏ هو موسيقي أسترالي، ولد في 18 أبريل 1983 في بريزبان في أستراليا.

## روابط خارجية
- ريتشارد هاينز على موقع IMDb (الإنجليزية)